# Kilmead
Kilmead (en irlandais, Cill Míde, église du milieu), appelé Kilmeade pour le recensement, est un petit village du comté de Kildare, en Irlande. La localité est desservie par la R418 et se situe à environ 5,6 km d'Athy.

## Histoire
Le "Rath de Mullaghmast" et le Château de Kilkea, la demeure ancestrale des Fitzgerald sont situés dans les environs.
Le nom "Kilmead" serait dérivé d'un terme signifiant "église du milieu".
Les terres de Kilmead ont appartenu à la famille Fitzgerald jusqu'à la rébellion de Silken Thomas en 1534.
L'église catholique Sainte-Ita de Kilmead date de 1798

## Transports en commun
La ligne 817, exploitée par Bus Éireann pour le compte de la National Transport Authority, est la principale ligne de bus desservant le village, assurant un service quotidien depuis et vers Athy, Dublin et autres lieux. La ligne 130 d'Éireann dessert également Kilmead (une fois par jour du lundi au vendredi inclus), avant de continuer vers Kilcullen, Naas et Dublin .
Les transports communautaires de South Kildare circulent deux fois par jour du lundi au vendredi inclus vers Athy. La gare la plus proche est la gare d'Athy.